# Znan obraz ima svoj glas (2. sezona)
Znan obraz ima svoj glas je slovenska različica priljubljene oddaje Tu cara me suena španske televizijske hiše Antena 3. Premiera druge sezone je bila 1. marca 2015. Žiranti so štirje: Irena Yebuah Tiran (operna pevka), Gojmir Lešnjak (Slovenski igralec), Tanja Ribič (Slovenska igralka) ter gost, ki je v vsaki oddaji drugi. 

## Opis
V oddaji se osem slavnih Slovencev preobrazi v različne slovenske in tuje izvajalce. V vsaki oddaji zmaga tisti, ki na koncu zbere največ točk. Vsak teden tik pred oddajo eden od tekmovalcev dobi skrito misijo. Njegova identiteta se razkrije šele ob koncu oddaje. Če tekmovalec z misijo zmaga, v sklad za mlade upe prispeva 3000 €, drugo mesto 1000 €, tretje mesto 1000 €, uvrstitev med 4. in 8. mestom pomeni 500 €, ki jih prispeva POP TV. V zadnji oddaji pa je skupen znesek Zavarovalnica Triglav podvojila. V celoti so zbrali 43.000 €, ki sta se jih POP TV in Zavarovalnica Triglav odločila zaokrožiti na 50.000. Štirje najboljši tekmovalci, ki so v enajstih oddajah dosegli največ točk so se bodo pomerili v finalni oddaji, ki je bila 17. maja 2015.
Zbrana finančna sredstva so v okviru akcije Mladi up 2015 prejeli:
- Sara Kragulj, ritmična gimnastika
- Jošt Lampret, kontrabas
- Patricija Crnkovič, sodobni ples
- Lara Ružič Povirk, poezija
- Vito Vodenik, plavanje
- Janja Garnbret, športno plezanje
- Tea Bajc, balet
- Miha Ivanič, badminton
- Tanita Kaja Černe, umetnostno kotalkanje
- Matija Muhar, met kopja
- Lucijan Kobal, tekvondo
- Maja Horvat, violina

## Točkovanje
Točkuje se tako, da žirija najprej oceni vseh osem nastopov po zgledu evrovizijskega točkovanja (4, 5, 6, 7, 8, 9, 10 in 12). Kasneje vsak od tekmovalcev podeli svojih 5 točk tekmovalcu, ki ga je pritegnil. Nato vse točke združijo in jih spremenijo v evrovizijske točke (najboljši ima 12, najslabši prejme 4). Med celotno oddajo glasujejo tudi gledalci, ki podelijo točke 4-12. Na koncu je tisti, ki ima največ točk, zmagovalec posamezne oddaje.

## Nastopajoči
| Tekmovalec         | 1. teden | 2. teden | 3. teden | 4. teden | 5. teden | 6. teden | 7. teden | 8. teden | 9. teden | 10. teden | 11. teden | Točke | Mesto |
| ------------------ | -------- | -------- | -------- | -------- | -------- | -------- | -------- | -------- | -------- | --------- | --------- | ----- | ----- |
| Frank Nova         | 14       | 17       | 14       | 16       | 10       | 11       | 17       | 12       | 8        | 14        | 12        | 145   | 8.    |
| Kataya             | 11       | 22       | 19       | 11       | 14       | 11       | 9        | 15       | 19       | 14        | 19        | 164   | 3.    |
| Klemen Bunderla    | 19       | 17       | 12       | 24       | 19       | 22       | 16       | 21       | 18       | 24        | 20        | 212   | 1.    |
| Žana Povše Salobir | 9        | 18       | 11       | 16       | 10       | 22       | 17       | 9        | 17       | 18        | 15        | 162   | 4.    |
| Vesna Zornik       | 21       | 8        | 9        | 19       | 19       | 17       | 17       | 7        | 13       | 8         | 20        | 160   | 6.    |
| Tim Kores          | 16       | 17       | 16       | 12       | 18       | 10       | 14       | 20       | 12       | 16        | 9         | 160   | 5.    |
| Simon Vadnjal      | 10       | 11       | 20       | 10       | 14       | 15       | 10       | 20       | 13       | 14        | 9         | 146   | 7.    |
| Nuška Drašček      | 22       | 13       | 21       | 14       | 19       | 15       | 24       | 16       | 22       | 15        | 19        | 200   | 2.    |

Pomen barv:
     zmagovalec tedna / sezone
     tekmovalec, ki je imel skrito misijo
     tekmovalec, ki je zmagal in je imel tudi skrito misijo
     tekmovalec, ki se ni uvrstil v finale bo pa nastopal v paru
     tekmovalec, ki se je uvrstil v finale

## Oddaje

### 1. oddaja
| #  | Zvezda             | Glasbenik      | Pesem              | Žirija (+ bonusne točke tekmovalcev) | Žirija (+ bonusne točke tekmovalcev) | Žirija (+ bonusne točke tekmovalcev) | Žirija (+ bonusne točke tekmovalcev) | Žirija (+ bonusne točke tekmovalcev) | Žirija (+ bonusne točke tekmovalcev) | Žirija (+ bonusne točke tekmovalcev) | Žirija (+ bonusne točke tekmovalcev) | Žirija (+ bonusne točke tekmovalcev) | Žirija (+ bonusne točke tekmovalcev) | Žirija (+ bonusne točke tekmovalcev) | Žirija (+ bonusne točke tekmovalcev) | Žirija (+ bonusne točke tekmovalcev) | Žirija (+ bonusne točke tekmovalcev) | Glas. | Σ  | Mesto |
| #  | Zvezda             | Glasbenik      | Pesem              | Gojmir Lešnjak                       | Tanja Ribič                          | Irena Yebuah Tiran                   | Tomaž Klepač                         | 1                                    | 2                                    | 3                                    | 4                                    | 5                                    | 6                                    | 7                                    | 8                                    | Σ                                    | Toč.                                 | Glas. | Σ  | Mesto |
| -- | ------------------ | -------------- | ------------------ | ------------------------------------ | ------------------------------------ | ------------------------------------ | ------------------------------------ | ------------------------------------ | ------------------------------------ | ------------------------------------ | ------------------------------------ | ------------------------------------ | ------------------------------------ | ------------------------------------ | ------------------------------------ | ------------------------------------ | ------------------------------------ | ----- | -- | ----- |
| 1. | Frank Nova         | Joe Cocker     | "Unchain My Heart" | 8                                    | 5                                    | 6                                    | 6                                    | /                                    | /                                    | /                                    | /                                    | /                                    | /                                    | /                                    | 5                                    | 30                                   | 7                                    | 7     | 14 | 5.    |
| 2. | Kataya             | Duffy          | "Mercy"            | 5                                    | 9                                    | 5                                    | 8                                    | /                                    | /                                    | /                                    | /                                    | /                                    | /                                    | /                                    | /                                    | 27                                   | 5                                    | 6     | 11 | 6.    |
| 3. | Klemen Bunderla    | Rick Astley    | "Cry For Help"     | 12                                   | 10                                   | 9                                    | 7                                    | /                                    | /                                    | /                                    | /                                    | /                                    | /                                    | /                                    | /                                    | 38                                   | 9                                    | 10    | 19 | 3.    |
| 4. | Žana Povše Salobir | Anastacia      | "I'm Outta Love"   | 4                                    | 4                                    | 4                                    | 4                                    | /                                    | /                                    | /                                    | /                                    | /                                    | 5                                    | /                                    | /                                    | 21                                   | 4                                    | 5     | 9  | 8.    |
| 5. | Vesna Zornik       | Shirley Bassey | "Big Spender"      | 9                                    | 8                                    | 10                                   | 10                                   | /                                    | 5                                    | 5                                    | /                                    | /                                    | /                                    | 5                                    | /                                    | 52                                   | 12                                   | 9     | 21 | 2.    |
| 6. | Tim Kores          | Chris Isaak    | "Wicked Game"      | 7                                    | 7                                    | 7                                    | 5                                    | 5                                    | /                                    | /                                    | 5                                    | /                                    | /                                    | /                                    | /                                    | 36                                   | 8                                    | 8     | 16 | 4.    |
| 7. | Simon Vadnjal      | Kid Rock       | "Born Free"        | 6                                    | 6                                    | 8                                    | 9                                    | /                                    | /                                    | /                                    | /                                    | /                                    | /                                    | /                                    | /                                    | 39                                   | 6                                    | 4     | 10 | 7.    |
| 8. | Nuška Drašček      | Helena Blagne  | "Moj dom"          | 10                                   | 12                                   | 12                                   | 12                                   | /                                    | /                                    | /                                    | /                                    | 5                                    | /                                    | /                                    | /                                    | 51                                   | 10                                   | 12    | 22 | 1.    |

Pomen Barv:
     zmagovalec tedna
     tekmovalec, ki je imel skrito misijo
     tekmovalec, ki je zmagal in je imel tudi skrito misijo
- V prvi oddaji je zmagala Nuška Drašček in je v sklad za mlade upe prispevala 3000€, ki jih prispeva POP TV.

### 2. oddaja
| #  | Zvezda             | Glasbenik      | Pesem               | Žirija (+ bonusne točke tekmovalcev) | Žirija (+ bonusne točke tekmovalcev) | Žirija (+ bonusne točke tekmovalcev) | Žirija (+ bonusne točke tekmovalcev) | Žirija (+ bonusne točke tekmovalcev) | Žirija (+ bonusne točke tekmovalcev) | Žirija (+ bonusne točke tekmovalcev) | Žirija (+ bonusne točke tekmovalcev) | Žirija (+ bonusne točke tekmovalcev) | Žirija (+ bonusne točke tekmovalcev) | Žirija (+ bonusne točke tekmovalcev) | Žirija (+ bonusne točke tekmovalcev) | Žirija (+ bonusne točke tekmovalcev) | Žirija (+ bonusne točke tekmovalcev) | Glas. | Σ  | Mesto |
| #  | Zvezda             | Glasbenik      | Pesem               | Gojmir Lešnjak                       | Tanja Ribič                          | Irena Yebuah Tiran                   | Slavko Ivančič                       | 1                                    | 2                                    | 3                                    | 4                                    | 5                                    | 6                                    | 7                                    | 8                                    | Σ                                    | Toč.                                 | Glas. | Σ  | Mesto |
| -- | ------------------ | -------------- | ------------------- | ------------------------------------ | ------------------------------------ | ------------------------------------ | ------------------------------------ | ------------------------------------ | ------------------------------------ | ------------------------------------ | ------------------------------------ | ------------------------------------ | ------------------------------------ | ------------------------------------ | ------------------------------------ | ------------------------------------ | ------------------------------------ | ----- | -- | ----- |
| 1. | Žana Povše Salobir | Liza Minnelli  | "Cabaret"           | 10                                   | 10                                   | 12                                   | 12                                   | /                                    | /                                    | 5                                    | /                                    | 5                                    | /                                    | /                                    | /                                    | 54                                   | 12                                   | 6     | 18 | 2.    |
| 2. | Nuška Drašček      | Gloria Gaynor  | "I will survive"    | 5                                    | 5                                    | 8                                    | 7                                    | /                                    | /                                    | /                                    | /                                    | /                                    | /                                    | /                                    | /                                    | 25                                   | 5                                    | 8     | 13 | 6.    |
| 3. | Klemen Bunderla    | Sex Pistols    | "Anarchy in the UK" | 12                                   | 8                                    | 6                                    | 5                                    | 5                                    | 5                                    | /                                    | /                                    | /                                    | /                                    | /                                    | 5                                    | 46                                   | 10                                   | 7     | 17 | 3.    |
| 4. | Vesna Zornik       | Zana Nimani    | "Dodirni mi kolena" | 6                                    | 4                                    | 4                                    | 4                                    | /                                    | /                                    | /                                    | /                                    | /                                    | /                                    | /                                    | /                                    | 18                                   | 4                                    | 4     | 8  | 8.    |
| 5. | Frenk Nova         | Dean Martin    | "That's amore"      | 7                                    | 6                                    | 9                                    | 8                                    | /                                    | /                                    | /                                    | /                                    | /                                    | /                                    | /                                    | /                                    | 30                                   | 7                                    | 10    | 17 | 3.    |
| 6. | Simon Vadnjal      | Shaggy         | "Boombastic"        | 4                                    | 7                                    | 5                                    | 6                                    | /                                    | /                                    | /                                    | /                                    | /                                    | /                                    | 5                                    | /                                    | 27                                   | 6                                    | 5     | 11 | 7.    |
| 7. | Kataya             | Evanescence    | "My immortal"       | 9                                    | 12                                   | 10                                   | 10                                   | /                                    | /                                    | /                                    | 5                                    | /                                    | /                                    | /                                    | /                                    | 46                                   | 10                                   | 12    | 22 | 1.    |
| 8. | Tim Kores          | Slavko Ivančič | "Črta"              | 8                                    | 9                                    | 7                                    | 9                                    | /                                    | /                                    | /                                    | /                                    | /                                    | 5                                    | /                                    | /                                    | 38                                   | 8                                    | 9     | 17 | 3.    |

Pomen Barv:
     zmagovalec tedna
     tekmovalec, ki je imel skrito misijo
     tekmovalec, ki je zmagal in je imel tudi skrito misijo
- V drugi oddaji je zmagala Kataya in je v sklad za mlade upe prispevala 3000€, ki jih prispeva POP TV.

### 3. oddaja
| #  | Zvezda             | Glasbenik         | Pesem                      | Žirija (+ bonusne točke tekmovalcev) | Žirija (+ bonusne točke tekmovalcev) | Žirija (+ bonusne točke tekmovalcev) | Žirija (+ bonusne točke tekmovalcev) | Žirija (+ bonusne točke tekmovalcev) | Žirija (+ bonusne točke tekmovalcev) | Žirija (+ bonusne točke tekmovalcev) | Žirija (+ bonusne točke tekmovalcev) | Žirija (+ bonusne točke tekmovalcev) | Žirija (+ bonusne točke tekmovalcev) | Žirija (+ bonusne točke tekmovalcev) | Žirija (+ bonusne točke tekmovalcev) | Žirija (+ bonusne točke tekmovalcev) | Žirija (+ bonusne točke tekmovalcev) | Glas. | Σ  | Mesto |
| #  | Zvezda             | Glasbenik         | Pesem                      | Gojmir Lešnjak                       | Tanja Ribič                          | Irena Yebuah Tiran                   | Ivo Mojzer                           | 1                                    | 2                                    | 3                                    | 4                                    | 5                                    | 6                                    | 7                                    | 8                                    | Σ                                    | Toč.                                 | Glas. | Σ  | Mesto |
| -- | ------------------ | ----------------- | -------------------------- | ------------------------------------ | ------------------------------------ | ------------------------------------ | ------------------------------------ | ------------------------------------ | ------------------------------------ | ------------------------------------ | ------------------------------------ | ------------------------------------ | ------------------------------------ | ------------------------------------ | ------------------------------------ | ------------------------------------ | ------------------------------------ | ----- | -- | ----- |
| 1. | Vesna Zornik       | Diana Ross        | "Chain Reaction"           | 6                                    | 6                                    | 5                                    | 6                                    | /                                    | /                                    | /                                    | /                                    | /                                    | /                                    | /                                    | /                                    | 23                                   | 5                                    | 4     | 9  | 8.    |
| 2. | Klemen Bunderla    | Oliver Mandić     | "Pitaju me, pitaju"        | 4                                    | 4                                    | 4                                    | 5                                    | /                                    | /                                    | /                                    | /                                    | /                                    | /                                    | /                                    | /                                    | 17                                   | 4                                    | 8     | 12 | 6.    |
| 3. | Kataya             | Britney Spears    | "Oops! ... I Did It Again" | 12                                   | 12                                   | 12                                   | 12                                   | /                                    | /                                    | /                                    | /                                    | /                                    | /                                    | /                                    | /                                    | 48                                   | 12                                   | 7     | 19 | 3.    |
| 4. | Nuška Drašček      | Alanis Morissette | "Ironic"                   | 7                                    | 5                                    | 7                                    | 10                                   | 5                                    | /                                    | /                                    | /                                    | 5                                    | /                                    | 5                                    | /                                    | 44                                   | 9                                    | 12    | 21 | 1.    |
| 5. | Frenk Nova         | Bob Marley        | "No Woman No Cry"          | 8                                    | 8                                    | 10                                   | 8                                    | /                                    | /                                    | /                                    | /                                    | /                                    | 5                                    | /                                    | /                                    | 39                                   | 8                                    | 6     | 14 | 5.    |
| 6. | Žana Povše Salobir | Roxette           | "Listen To Your Heart"     | 5                                    | 7                                    | 8                                    | 7                                    | /                                    | /                                    | /                                    | /                                    | /                                    | /                                    | /                                    | 5                                    | 32                                   | 6                                    | 5     | 11 | 7.    |
| 7. | Tim Kores          | Alka Vuica        | "Laži mi"                  | 10                                   | 9                                    | 6                                    | 4                                    | /                                    | /                                    | 5                                    | /                                    | /                                    | /                                    | /                                    | /                                    | 34                                   | 7                                    | 9     | 16 | 4.    |
| 8. | Simon Vadnjal      | Marijan Smode     | "Mrtva reka"               | 9                                    | 10                                   | 9                                    | 9                                    | /                                    | 5                                    | /                                    | 5                                    | /                                    | /                                    | /                                    | /                                    | 47                                   | 10                                   | 10    | 20 | 2.    |

Pomen Barv:
     zmagovalec tedna
     tekmovalec, ki je imel skrito misijo
     tekmovalec, ki je zmagal in je imel tudi skrito misijo
- Tokrat je imel skrito misijo Simon Vadnjal, ki je bil drugi in je v sklad za mlade upe prispeval 2000€, ki jih prispeva POP TV.

### 4. oddaja
| #  | Zvezda             | Glasbenik         | Pesem                       | Žirija (+ bonusne točke tekmovalcev) | Žirija (+ bonusne točke tekmovalcev) | Žirija (+ bonusne točke tekmovalcev) | Žirija (+ bonusne točke tekmovalcev) | Žirija (+ bonusne točke tekmovalcev) | Žirija (+ bonusne točke tekmovalcev) | Žirija (+ bonusne točke tekmovalcev) | Žirija (+ bonusne točke tekmovalcev) | Žirija (+ bonusne točke tekmovalcev) | Žirija (+ bonusne točke tekmovalcev) | Žirija (+ bonusne točke tekmovalcev) | Žirija (+ bonusne točke tekmovalcev) | Žirija (+ bonusne točke tekmovalcev) | Žirija (+ bonusne točke tekmovalcev) | Glas. | Σ  | Mesto |
| #  | Zvezda             | Glasbenik         | Pesem                       | Gojmir Lešnjak                       | Tanja Ribič                          | Irena Yebuah Tiran                   | Miha Guštin                          | 1                                    | 2                                    | 3                                    | 4                                    | 5                                    | 6                                    | 7                                    | 8                                    | Σ                                    | Toč.                                 | Glas. | Σ  | Mesto |
| -- | ------------------ | ----------------- | --------------------------- | ------------------------------------ | ------------------------------------ | ------------------------------------ | ------------------------------------ | ------------------------------------ | ------------------------------------ | ------------------------------------ | ------------------------------------ | ------------------------------------ | ------------------------------------ | ------------------------------------ | ------------------------------------ | ------------------------------------ | ------------------------------------ | ----- | -- | ----- |
| 1. | Nuška Drašček      | Lepa Brena        | "Mile voli disko"           | 6                                    | 5                                    | 5                                    | 4                                    | /                                    | /                                    | /                                    | /                                    | /                                    | /                                    | /                                    | /                                    | 20                                   | 4                                    | 10    | 14 | 5.    |
| 2. | Tim Kores          | Bruce Springsteen | "Born in the U.S.A."        | 8                                    | 8                                    | 10                                   | 7                                    | /                                    | /                                    | /                                    | /                                    | /                                    | /                                    | /                                    | /                                    | 33                                   | 7                                    | 5     | 12 | 6.    |
| 3. | Žana Povše Salobir | Ruslana           | "Wild dances"               | 7                                    | 9                                    | 6                                    | 5                                    | 5                                    | /                                    | /                                    | /                                    | /                                    | /                                    | /                                    | 5                                    | 37                                   | 8                                    | 8     | 16 | 4.    |
| 4. | Frenk Nova         | Vlado Kreslin     | "Tista črna kitara"         | 12                                   | 6                                    | 12                                   | 9                                    | /                                    | 5                                    | /                                    | /                                    | /                                    | /                                    | /                                    | /                                    | 44                                   | 9                                    | 7     | 16 | 3.    |
| 5. | Simon Vadnjal      | Enrique Iglesias  | "Bailamos"                  | 5                                    | 7                                    | 7                                    | 8                                    | /                                    | /                                    | /                                    | /                                    | /                                    | /                                    | /                                    | /                                    | 27                                   | 6                                    | 4     | 10 | 8.    |
| 6. | Vesna Zornik       | Kylie Minogue     | "Where the wild roses grow" | 10                                   | 12                                   | 8                                    | 12                                   | /                                    | /                                    | /                                    | /                                    | /                                    | /                                    | 5                                    | /                                    | 47                                   | 10                                   | 9     | 19 | 2.    |
| 7. | Klemen Bunderla    | Nick Cave         | "Where the wild roses grow" | 9                                    | 10                                   | 9                                    | 10                                   | /                                    | /                                    | /                                    | 5                                    | 5                                    | 5                                    | /                                    | /                                    | 53                                   | 12                                   | 12    | 24 | 1.    |
| 8. | Kataya             | Janis Joplin      | "Piece of my heart"         | 4                                    | 4                                    | 4                                    | 6                                    | /                                    | /                                    | 5                                    | /                                    | /                                    | /                                    | /                                    | /                                    | 23                                   | 5                                    | 6     | 11 | 7.    |

Pomen Barv:
     zmagovalec tedna
     tekmovalec, ki je imel skrito misijo
     tekmovalec, ki je zmagal in je imel tudi skrito misijo
- Tokrat je imel skrito misijo Frenk, ki je bil tretji in je v sklad za mlade upe prispeval 1000€, ki jih prispeva POP TV.

### 5. oddaja
| #  | Zvezda             | Glasbenik      | Pesem                      | Žirija (+ bonusne točke tekmovalcev) | Žirija (+ bonusne točke tekmovalcev) | Žirija (+ bonusne točke tekmovalcev) | Žirija (+ bonusne točke tekmovalcev) | Žirija (+ bonusne točke tekmovalcev) | Žirija (+ bonusne točke tekmovalcev) | Žirija (+ bonusne točke tekmovalcev) | Žirija (+ bonusne točke tekmovalcev) | Žirija (+ bonusne točke tekmovalcev) | Žirija (+ bonusne točke tekmovalcev) | Žirija (+ bonusne točke tekmovalcev) | Žirija (+ bonusne točke tekmovalcev) | Žirija (+ bonusne točke tekmovalcev) | Žirija (+ bonusne točke tekmovalcev) | Glas. | Σ  | Mesto |
| #  | Zvezda             | Glasbenik      | Pesem                      | Gojmir Lešnjak                       | Tanja Ribič                          | Irena Yebuah Tiran                   | Vid Valič                            | 1                                    | 2                                    | 3                                    | 4                                    | 5                                    | 6                                    | 7                                    | 8                                    | Σ                                    | Toč.                                 | Glas. | Σ  | Mesto |
| -- | ------------------ | -------------- | -------------------------- | ------------------------------------ | ------------------------------------ | ------------------------------------ | ------------------------------------ | ------------------------------------ | ------------------------------------ | ------------------------------------ | ------------------------------------ | ------------------------------------ | ------------------------------------ | ------------------------------------ | ------------------------------------ | ------------------------------------ | ------------------------------------ | ----- | -- | ----- |
| 1. | Simon Vadnjal      | Pearl Jam      | "Alive"                    | 10                                   | 7                                    | 6                                    | 5                                    | /                                    | 5                                    | /                                    | /                                    | /                                    | 5                                    | /                                    | 5                                    | 43                                   | 10                                   | 4     | 14 | 6.    |
| 2. | Frenk Nova         | Billy Joel     | "Uptown girl"              | 5                                    | 9                                    | 5                                    | 6                                    | /                                    | /                                    | /                                    | /                                    | /                                    | /                                    | /                                    | /                                    | 25                                   | 5                                    | 5     | 10 | 8.    |
| 3. | Žana Povše Salobir | Rihanna        | "Diamonds"                 | 6                                    | 5                                    | 4                                    | 8                                    | /                                    | /                                    | /                                    | /                                    | /                                    | /                                    | /                                    | /                                    | 23                                   | 4                                    | 6     | 10 | 7.    |
| 4. | Vesna Zornik       | Severina       | "Moja štikla"              | 8                                    | 8                                    | 8                                    | 9                                    | /                                    | /                                    | 5                                    | /                                    | 5                                    | /                                    | 5                                    | /                                    | 48                                   | 12                                   | 7     | 19 | 1.(3) |
| 5. | Nuška Drašček      | Edith Piaf     | "Non, Je Ne Regrette Rien" | 7                                    | 6                                    | 9                                    | 12                                   | /                                    | /                                    | /                                    | /                                    | /                                    | /                                    | /                                    | /                                    | 34                                   | 7                                    | 12    | 19 | 1.    |
| 6. | Tim Kores          | Lou Bega       | "Mambo No. 5"              | 12                                   | 10                                   | 12                                   | 7                                    | /                                    | /                                    | /                                    | /                                    | /                                    | /                                    | /                                    | /                                    | 41                                   | 9                                    | 9     | 18 | 4.    |
| 7. | Kataya             | Marilyn Manson | "Tainted Love"             | 9                                    | 4                                    | 7                                    | 4                                    | 5                                    | /                                    | /                                    | /                                    | /                                    | /                                    | /                                    | /                                    | 29                                   | 6                                    | 8     | 14 | 5.    |
| 8. | Klemen Bunderla    | Andrej Šifrer  | "Gorska roža"              | 4                                    | 12                                   | 10                                   | 10                                   | /                                    | /                                    | /                                    | 5                                    | /                                    | /                                    | /                                    | /                                    | 41                                   | 9                                    | 10    | 19 | 1.(2) |

Pomen Barv:
     zmagovalec tedna
     tekmovalec, ki je imel skrito misijo
     tekmovalec, ki je zmagal in je imel tudi skrito misijo
- Tokrat je imel skrito misijo Tim Kores, ki je bil tretji in je v sklad za mlade upe prispeval 500€, ki jih prispeva POP TV.

### 6. oddaja
| #  | Zvezda             | Glasbenik      | Pesem                 | Žirija (+ bonusne točke tekmovalcev) | Žirija (+ bonusne točke tekmovalcev) | Žirija (+ bonusne točke tekmovalcev) | Žirija (+ bonusne točke tekmovalcev) | Žirija (+ bonusne točke tekmovalcev) | Žirija (+ bonusne točke tekmovalcev) | Žirija (+ bonusne točke tekmovalcev) | Žirija (+ bonusne točke tekmovalcev) | Žirija (+ bonusne točke tekmovalcev) | Žirija (+ bonusne točke tekmovalcev) | Žirija (+ bonusne točke tekmovalcev) | Žirija (+ bonusne točke tekmovalcev) | Žirija (+ bonusne točke tekmovalcev) | Žirija (+ bonusne točke tekmovalcev) | Glas. | Σ  | Mesto  |
| #  | Zvezda             | Glasbenik      | Pesem                 | Tanja Ribič                          | Gojmir Lješnjak                      | Irena Yebuah Tiran                   | Nuša Derenda                         | 1                                    | 2                                    | 3                                    | 4                                    | 5                                    | 6                                    | 7                                    | 8                                    | Σ                                    | Toč.                                 | Glas. | Σ  | Mesto  |
| -- | ------------------ | -------------- | --------------------- | ------------------------------------ | ------------------------------------ | ------------------------------------ | ------------------------------------ | ------------------------------------ | ------------------------------------ | ------------------------------------ | ------------------------------------ | ------------------------------------ | ------------------------------------ | ------------------------------------ | ------------------------------------ | ------------------------------------ | ------------------------------------ | ----- | -- | ------ |
| 1. | Vesna Zornik       | Vaya Con Dios  | "Nah Neh Nah"         | 6                                    | 6                                    | 7                                    | 7                                    | /                                    | /                                    | /                                    | 5                                    | /                                    | /                                    | 5                                    | /                                    | 36                                   | 9                                    | 8     | 17 | 3.     |
| 2. | Kataya             | Neca Falk      | "Vsi ljudje hitijo"   | 4                                    | 5                                    | 4                                    | 5                                    | /                                    | /                                    | /                                    | /                                    | /                                    | /                                    | /                                    | /                                    | 18                                   | 4                                    | 7     | 11 | 6.     |
| 3. | Simon Vadnjal      | Psihomodo Pop  | "Frida"               | 12                                   | 8                                    | 10                                   | 6                                    | /                                    | /                                    | /                                    | /                                    | /                                    | /                                    | /                                    | /                                    | 15                                   | 9                                    | 6     | 15 | 5.     |
| 4. | Tim Kores          | Jim Morrison   | "Light my fire"       | 5                                    | 4                                    | 5                                    | 4                                    | /                                    | /                                    | /                                    | /                                    | /                                    | 5                                    | /                                    | /                                    | 23                                   | 5                                    | 5     | 10 | 8.     |
| 5. | Nuška Drašček      | Meghan Trainor | "All about that bass" | 8                                    | 7                                    | 8                                    | 9                                    | /                                    | /                                    | /                                    | /                                    | /                                    | /                                    | /                                    | /                                    | 32                                   | 6                                    | 9     | 15 | 4.     |
| 6. | Klemen Bunderla    | Macy Gray      | "I try"               | 10                                   | 12                                   | 12                                   | 10                                   | /                                    | /                                    | /                                    | /                                    | /                                    | /                                    | /                                    | 5                                    | 49                                   | 10                                   | 12    | 22 | 1. (1) |
| 7. | Frenk Nova         | Zucchero       | "Baila"               | 7                                    | 9                                    | 6                                    | 8                                    | /                                    | /                                    | 5                                    | /                                    | /                                    | /                                    | /                                    | /                                    | 35                                   | 7                                    | 4     | 11 | 7.     |
| 8. | Žana Povše Salobir | Esma Redžepova | "Caje sukarije"       | 9                                    | 10                                   | 9                                    | 12                                   | 5                                    | 5                                    | /                                    | /                                    | 5                                    | /                                    | /                                    | /                                    | 55                                   | 12                                   | 10    | 22 | 1.(2)  |

Pomen Barv:
     zmagovalec tedna
     tekmovalec, ki je imel skrito misijo
     tekmovalec, ki je zmagal in je imel tudi skrito misijo
- Tokrat je imela skrito misijo Žana Povše Salobir, ki je bila druga in je v sklad za mlade upe prispevala 2000€, ki jih prispeva POP TV.

### 7. oddaja
| #  | Zvezda             | Glasbenik      | Pesem                                 | Žirija (+ bonusne točke tekmovalcev) | Žirija (+ bonusne točke tekmovalcev) | Žirija (+ bonusne točke tekmovalcev) | Žirija (+ bonusne točke tekmovalcev) | Žirija (+ bonusne točke tekmovalcev) | Žirija (+ bonusne točke tekmovalcev) | Žirija (+ bonusne točke tekmovalcev) | Žirija (+ bonusne točke tekmovalcev) | Žirija (+ bonusne točke tekmovalcev) | Žirija (+ bonusne točke tekmovalcev) | Žirija (+ bonusne točke tekmovalcev) | Žirija (+ bonusne točke tekmovalcev) | Žirija (+ bonusne točke tekmovalcev) | Žirija (+ bonusne točke tekmovalcev) | Glas. | Σ  | Mesto |
| #  | Zvezda             | Glasbenik      | Pesem                                 | Tanja Ribič                          | Gojmir Lešnjak                       | Irena Yebuah Tiran                   | Rok Ferengja                         | 1                                    | 2                                    | 3                                    | 4                                    | 5                                    | 6                                    | 7                                    | 8                                    | Σ                                    | Toč.                                 | Glas. | Σ  | Mesto |
| -- | ------------------ | -------------- | ------------------------------------- | ------------------------------------ | ------------------------------------ | ------------------------------------ | ------------------------------------ | ------------------------------------ | ------------------------------------ | ------------------------------------ | ------------------------------------ | ------------------------------------ | ------------------------------------ | ------------------------------------ | ------------------------------------ | ------------------------------------ | ------------------------------------ | ----- | -- | ----- |
| 1. | Frenk Nova         | Bazar          | "America"                             | 12                                   | 9                                    | 9                                    | 10                                   | /                                    | /                                    | /                                    | /                                    | /                                    | /                                    | /                                    | 5                                    | 45                                   | 10                                   | 7     | 17 | 4.    |
| 2. | Simon Vadnjal      | Jinx           | "Bye bye baby bye"                    | 6                                    | 7                                    | 7                                    | 5                                    | /                                    | /                                    | /                                    | /                                    | /                                    | /                                    | /                                    | /                                    | 25                                   | 5                                    | 5     | 10 | 7.    |
| 3. | Klemen Bunderla    | Pet Shop Boys  | "It's a sin"                          | 10                                   | 8                                    | 10                                   | 4                                    | /                                    | /                                    | /                                    | /                                    | /                                    | /                                    | /                                    | /                                    | 32                                   | 6                                    | 10    | 16 | 5.    |
| 4. | Žana Povše Salobir | Marta Zore     | "Še si tu"                            | 8                                    | 10                                   | 6                                    | 8                                    | 5                                    | /                                    | /                                    | /                                    | /                                    | /                                    | /                                    | /                                    | 37                                   | 9                                    | 8     | 17 | 3.    |
| 5. | Nuška Drašček      | Skunk Anansie  | "Weak"                                | 9                                    | 12                                   | 12                                   | 12                                   | /                                    | 5                                    | /                                    | /                                    | /                                    | /                                    | /                                    | /                                    | 50                                   | 12                                   | 12    | 24 | 1.    |
| 6. | Tim Kores          | Elvis Presley  | "Heartbreak Hotel" & "Happy Birthday" | 5                                    | 4                                    | 4                                    | 7                                    | /                                    | /                                    | /                                    | 5                                    | 5                                    | /                                    | 5                                    | /                                    | 35                                   | 8                                    | 6     | 14 | 6.    |
| 6. | Kataya             | Marilyn Monroe | "Heartbreak Hotel" & "Happy Birthday" | 4                                    | 5                                    | 5                                    | 6                                    | /                                    | /                                    | /                                    | /                                    | /                                    | 5                                    | /                                    | /                                    | 25                                   | 5                                    | 4     | 9  | 8.    |
| 7. | Vesna Zornik       | Susan Boyle    | "I dreamed a dream"                   | 7                                    | 6                                    | 8                                    | 19                                   | /                                    | /                                    | 5                                    | /                                    | /                                    | /                                    | /                                    | /                                    | 35                                   | 8                                    | 9     | 17 | 2.    |

1. ↑  Tim in Kataya sta nastopila v duetu. Oba sta zapela Elvisovo "Heartbreak Hotel", Kataya pa je na koncu Elvisu zapela še "Happy Birthday" (referenca na njeno "Happy Birthday, Mr. President").

Pomen Barv:
     zmagovalec tedna
     tekmovalec, ki je imel skrito misijo
     tekmovalec, ki je zmagal in je imel tudi skrito misijo
- Tokrat je imela skrito misijo Vesna Zornik, ki je bila druga in je v sklad za mlade upe prispevala 2000€, ki jih prispeva POP TV.

### 8. oddaja
| #  | Zvezda             | Glasbenik         | Pesem                         | Žirija (+ bonusne točke tekmovalcev) | Žirija (+ bonusne točke tekmovalcev) | Žirija (+ bonusne točke tekmovalcev) | Žirija (+ bonusne točke tekmovalcev) | Žirija (+ bonusne točke tekmovalcev) | Žirija (+ bonusne točke tekmovalcev) | Žirija (+ bonusne točke tekmovalcev) | Žirija (+ bonusne točke tekmovalcev) | Žirija (+ bonusne točke tekmovalcev) | Žirija (+ bonusne točke tekmovalcev) | Žirija (+ bonusne točke tekmovalcev) | Žirija (+ bonusne točke tekmovalcev) | Žirija (+ bonusne točke tekmovalcev) | Žirija (+ bonusne točke tekmovalcev) | Glas. | Σ  | Mesto |
| #  | Zvezda             | Glasbenik         | Pesem                         | Darja Švajger                        | Gojmir Lešnjak                       | Irena Yebuah Tiran                   | Adi Smolar                           | 1                                    | 2                                    | 3                                    | 4                                    | 5                                    | 6                                    | 7                                    | 8                                    | Σ                                    | Toč.                                 | Glas. | Σ  | Mesto |
| -- | ------------------ | ----------------- | ----------------------------- | ------------------------------------ | ------------------------------------ | ------------------------------------ | ------------------------------------ | ------------------------------------ | ------------------------------------ | ------------------------------------ | ------------------------------------ | ------------------------------------ | ------------------------------------ | ------------------------------------ | ------------------------------------ | ------------------------------------ | ------------------------------------ | ----- | -- | ----- |
| 1. | Žana Povše Salobir | Jennifer Lopez    | "Let's Get Loud"              | 5                                    | 6                                    | 6                                    | 4                                    | /                                    | /                                    | /                                    | /                                    | /                                    | /                                    | /                                    | 5                                    | 26                                   | 5                                    | 4     | 9  | 8.    |
| 2. | Vesna Zornik       | Irena Kohont      | "Bil Je Tako Prikupno Zmeden" | 4                                    | 4                                    | 5                                    | 7                                    | /                                    | /                                    | /                                    | /                                    | /                                    | 5                                    | /                                    | /                                    | 25                                   | 4                                    | 5     | 9  | 7.    |
| 3. | Nuška Drašček      | Annie Lennox      | "There Must Be An Angel"      | 7                                    | 5                                    | 8                                    | 8                                    | /                                    | /                                    | /                                    | /                                    | /                                    | /                                    | /                                    | /                                    | 28                                   | 7                                    | 9     | 16 | 4.    |
| 4. | Kataya             | Shakira           | "Whenever, Wherever"          | 8                                    | 8                                    | 7                                    | 9                                    | 5                                    | /                                    | /                                    | /                                    | /                                    | /                                    | /                                    | /                                    | 37                                   | 8                                    | 7     | 15 | 5.    |
| 5. | Frenk Nova         | Oliver Dragojević | "Cesarica"                    | 6                                    | 7                                    | 4                                    | 5                                    | /                                    | /                                    | /                                    | 5                                    | /                                    | /                                    | /                                    | /                                    | 27                                   | 6                                    | 6     | 12 | 6.    |
| 6. | Tim Kores          | MC Hammer         | "Can't Touch This"            | 9                                    | 9                                    | 10                                   | 10                                   | /                                    | /                                    | /                                    | /                                    | /                                    | /                                    | 5                                    | /                                    | 43                                   | 10                                   | 10    | 20 | 2.    |
| 7. | Simon Vadnjal      | Sting             | "Fields Of Gold"              | 12                                   | 12                                   | 12                                   | 6                                    | /                                    | 5                                    | 5                                    | /                                    | 5                                    | /                                    | /                                    | /                                    | 57                                   | 12                                   | 8     | 20 | 3.    |
| 8. | Klemen Bunderla    | Adi Smolar        | "Jaz sem nor"                 | 10                                   | 10                                   | 9                                    | 12                                   | /                                    | /                                    | /                                    | /                                    | /                                    | /                                    | /                                    | /                                    | 41                                   | 9                                    | 12    | 21 | 1.    |

Pomen Barv:
     zmagovalec tedna
     tekmovalec, ki je imel skrito misijo
     tekmovalec, ki je zmagal in je imel tudi skrito misijo
- Tokrat je imel skrito misijo Klemen Bunderla, ki je bil prvi in je v sklad za mlade upe prispeval 3000€, ki jih prispeva POP TV.
- Tokrat je bila Tanja Ribič odsotna  in jo je nadomestila Darja Švajger.

### 9. oddaja
| #  | Zvezda             | Glasbenik         | Pesem                        | Žirija (+ bonusne točke tekmovalcev) | Žirija (+ bonusne točke tekmovalcev) | Žirija (+ bonusne točke tekmovalcev) | Žirija (+ bonusne točke tekmovalcev) | Žirija (+ bonusne točke tekmovalcev) | Žirija (+ bonusne točke tekmovalcev) | Žirija (+ bonusne točke tekmovalcev) | Žirija (+ bonusne točke tekmovalcev) | Žirija (+ bonusne točke tekmovalcev) | Žirija (+ bonusne točke tekmovalcev) | Žirija (+ bonusne točke tekmovalcev) | Žirija (+ bonusne točke tekmovalcev) | Žirija (+ bonusne točke tekmovalcev) | Žirija (+ bonusne točke tekmovalcev) | Glas. | Σ  | Mesto |
| #  | Zvezda             | Glasbenik         | Pesem                        | Tanja Ribič                          | Gojmir Lešnjak                       | Irena Yebuah Tiran                   | Jernej Kuntner                       | 1                                    | 2                                    | 3                                    | 4                                    | 5                                    | 6                                    | 7                                    | 8                                    | Σ                                    | Toč.                                 | Glas. | Σ  | Mesto |
| -- | ------------------ | ----------------- | ---------------------------- | ------------------------------------ | ------------------------------------ | ------------------------------------ | ------------------------------------ | ------------------------------------ | ------------------------------------ | ------------------------------------ | ------------------------------------ | ------------------------------------ | ------------------------------------ | ------------------------------------ | ------------------------------------ | ------------------------------------ | ------------------------------------ | ----- | -- | ----- |
| 1. | Frenk Nova         | Gianna Nannini    | "Bello e impossibile"        | 4                                    | 4                                    | 4                                    | 9                                    | /                                    | /                                    | /                                    | /                                    | /                                    | /                                    | /                                    | /                                    | 21                                   | 4                                    | 4     | 8  | 8.    |
| 2. | Vesna Zornik       | Grace Jones       | "I've Seen That Face Before" | 6                                    | 6                                    | 8                                    | 5                                    | /                                    | /                                    | 5                                    | /                                    | 5                                    | /                                    | /                                    | /                                    | 35                                   | 8                                    | 5     | 13 | 6.    |
| 3. | Nuška Drašček      | Meat Loaf         | "I'd Do Anything For Love"   | 9                                    | 10                                   | 6                                    | 7                                    | 5                                    | 5                                    | /                                    | /                                    | /                                    | /                                    | 5                                    | 5                                    | 52                                   | 12                                   | 10    | 22 | 1.    |
| 4. | Žana Povše Salobir | Natalija Verboten | "Rdeč Ferrari"               | 10                                   | 9                                    | 10                                   | 12                                   | /                                    | /                                    | /                                    | /                                    | /                                    | /                                    | /                                    | /                                    | 41                                   | 9                                    | 8     | 17 | 4.    |
| 5. | Klemen Bunderla    | Josh Groban       | "You Raise Me Up"            | 8                                    | 5                                    | 9                                    | 8                                    | /                                    | /                                    | /                                    | /                                    | /                                    | /                                    | /                                    | /                                    | 30                                   | 6                                    | 12    | 18 | 3.    |
| 6. | Tim Kores          | Michael Jackson   | "Dirty Diana"                | 7                                    | 7                                    | 7                                    | 4                                    | /                                    | /                                    | /                                    | /                                    | /                                    | /                                    | /                                    | /                                    | 25                                   | 5                                    | 7     | 12 | 7.    |
| 7. | Simon Vadnjal      | Magnifico         | "Hir Aj Kam Hir Aj Go"       | 5                                    | 8                                    | 5                                    | 6                                    | /                                    | /                                    | /                                    | 5                                    | /                                    | 5                                    | /                                    | /                                    | 25                                   | 5                                    | 8     | 13 | 5.    |
| 8. | Kataya             | Danijela          | "Neka mi ne svane"           | 12                                   | 12                                   | 12                                   | 10                                   | /                                    | /                                    | /                                    | /                                    | /                                    | /                                    | /                                    | /                                    | 46                                   | 10                                   | 9     | 19 | 2.    |

Pomen Barv:
     zmagovalec tedna
     tekmovalec, ki je imel skrito misijo
     tekmovalec, ki je zmagal in je imel tudi skrito misijo
- Tokrat je imel skrito misijo Tim Kores, ki je bil sedmi in je v sklad za mlade upe prispeval 500€, ki jih prispeva POP TV.

### 10. oddaja
| #  | Zvezda             | Glasbenik                     | Pesem             | Žirija (+ bonusne točke tekmovalcev) | Žirija (+ bonusne točke tekmovalcev) | Žirija (+ bonusne točke tekmovalcev) | Žirija (+ bonusne točke tekmovalcev) | Žirija (+ bonusne točke tekmovalcev) | Žirija (+ bonusne točke tekmovalcev) | Žirija (+ bonusne točke tekmovalcev) | Žirija (+ bonusne točke tekmovalcev) | Žirija (+ bonusne točke tekmovalcev) | Žirija (+ bonusne točke tekmovalcev) | Žirija (+ bonusne točke tekmovalcev) | Žirija (+ bonusne točke tekmovalcev) | Žirija (+ bonusne točke tekmovalcev) | Žirija (+ bonusne točke tekmovalcev) | Glas. | Σ  | Mesto |
| #  | Zvezda             | Glasbenik                     | Pesem             | Tanja Ribič                          | Gojmir Lešnjak                       | Irena Yebuah Tiran                   | Dare Kaurič                          | 1                                    | 2                                    | 3                                    | 4                                    | 5                                    | 6                                    | 7                                    | 8                                    | Σ                                    | Toč.                                 | Glas. | Σ  | Mesto |
| -- | ------------------ | ----------------------------- | ----------------- | ------------------------------------ | ------------------------------------ | ------------------------------------ | ------------------------------------ | ------------------------------------ | ------------------------------------ | ------------------------------------ | ------------------------------------ | ------------------------------------ | ------------------------------------ | ------------------------------------ | ------------------------------------ | ------------------------------------ | ------------------------------------ | ----- | -- | ----- |
| 1. | Nuška Drašček      | Blondie                       | "Call me"         | 5                                    | 5                                    | 5                                    | 8                                    | /                                    | /                                    | /                                    | /                                    | /                                    | /                                    | /                                    | /                                    | 23                                   | 5                                    | 10    | 15 | 4.    |
| 2. | Tim Kores          | Brendi                        | "Pojdem po dekle" | 9                                    | 6                                    | 7                                    | 5                                    | /                                    | /                                    | /                                    | /                                    | /                                    | /                                    | /                                    | /                                    | 28                                   | 7                                    | 9     | 16 | 3.    |
| 3. | Kataya             | Beyonce                       | "Love on top"     | 6                                    | 9                                    | 8                                    | 9                                    | /                                    | /                                    | /                                    | /                                    | /                                    | /                                    | /                                    | /                                    | 32                                   | 8                                    | 6     | 14 | 6.    |
| 4. | Simon Vadnjal      | Vajta                         | "Lejla"           | 7                                    | 8                                    | 6                                    | 7                                    | /                                    | /                                    | /                                    | /                                    | /                                    | /                                    | /                                    | /                                    | 28                                   | 7                                    | 7     | 14 | 5.    |
| 5. | Vesna Zornik       | Alice Cooper                  | "Poison"          | 4                                    | 4                                    | 4                                    | 4                                    | /                                    | /                                    | /                                    | /                                    | /                                    | 5                                    | /                                    | /                                    | 21                                   | 4                                    | 4     | 8  | 8.    |
| 6. | Žana Povše Salobir | Justin Bieber                 | "Baby"            | 8                                    | 10                                   | 10                                   | 10                                   | /                                    | 5                                    | 5                                    | /                                    | 5                                    | /                                    | /                                    | /                                    | 53                                   | 10                                   | 8     | 18 | 2.    |
| 7. | Frenk Nova         | Big Foot Mama                 | "Led s severa"    | 10                                   | 7                                    | 9                                    | 6                                    | /                                    | /                                    | /                                    | /                                    | /                                    | /                                    | /                                    | 5                                    | 36                                   | 9                                    | 5     | 14 | 7.    |
| 8. | Klemen Bunderla    | Tina Turner & Eros Ramazzotti | "Cose della vita" | 12                                   | 12                                   | 12                                   | 12                                   | 5                                    | /                                    | /                                    | 5                                    | /                                    | /                                    | 5                                    | /                                    | 63                                   | 12                                   | 12    | 24 | 1.    |

Pomen Barv:
     zmagovalec tedna
     tekmovalec, ki je imel skrito misijo
     tekmovalec, ki je zmagal in je imel tudi skrito misijo
- Tokrat je imel skrito misijo Klemen Bunderla, ki je bil prvi in je v sklad za mlade upe prispeval 3000€, ki jih prispeva POP TV.

### 11. oddaja
| #  | Zvezda             | Glasbenik        | Pesem                       | Žirija (+ bonusne točke tekmovalcev) | Žirija (+ bonusne točke tekmovalcev) | Žirija (+ bonusne točke tekmovalcev) | Žirija (+ bonusne točke tekmovalcev) | Žirija (+ bonusne točke tekmovalcev) | Žirija (+ bonusne točke tekmovalcev) | Žirija (+ bonusne točke tekmovalcev) | Žirija (+ bonusne točke tekmovalcev) | Žirija (+ bonusne točke tekmovalcev) | Žirija (+ bonusne točke tekmovalcev) | Žirija (+ bonusne točke tekmovalcev) | Žirija (+ bonusne točke tekmovalcev) | Žirija (+ bonusne točke tekmovalcev) | Žirija (+ bonusne točke tekmovalcev) | Glas. | Σ  | Mesto |
| #  | Zvezda             | Glasbenik        | Pesem                       | Tanja Ribič                          | Gojmir Lešnjak                       | Irena Yebuah Tiran                   | Bojan Emeršič                        | 1                                    | 2                                    | 3                                    | 4                                    | 5                                    | 6                                    | 7                                    | 8                                    | Σ                                    | Toč.                                 | Glas. | Σ  | Mesto |
| -- | ------------------ | ---------------- | --------------------------- | ------------------------------------ | ------------------------------------ | ------------------------------------ | ------------------------------------ | ------------------------------------ | ------------------------------------ | ------------------------------------ | ------------------------------------ | ------------------------------------ | ------------------------------------ | ------------------------------------ | ------------------------------------ | ------------------------------------ | ------------------------------------ | ----- | -- | ----- |
| 1. | Klemen Bunderla    | Bajaga           | "Godine prolaze"            | 5                                    | 8                                    | 8                                    | 6                                    | /                                    | /                                    | /                                    | /                                    | /                                    | /                                    | 5                                    | /                                    | 32                                   | 8                                    | 12    | 20 | 1.    |
| 2. | Tim Kores          | Mick Jagger      | "Anybody Seen My Baby"      | 4                                    | 4                                    | 4                                    | 5                                    | /                                    | /                                    | /                                    | /                                    | /                                    | 5                                    | /                                    | /                                    | 22                                   | 4                                    | 5     | 9  | 7.    |
| 3. | Frenk Nova         | John Lennon      | "Imagine"                   | 7                                    | 7                                    | 5                                    | 7                                    | /                                    | /                                    | /                                    | /                                    | 5                                    | /                                    | /                                    | /                                    | 31                                   | 6                                    | 6     | 12 | 6.    |
| 4. | Nuška Drašček      | Whitney Houston  | "Savin All My Love For You" | 8                                    | 12                                   | 9                                    | 9                                    | 5                                    | /                                    | /                                    | /                                    | /                                    | /                                    | /                                    | /                                    | 43                                   | 9                                    | 10    | 19 | 3.    |
| 5. | Simon Vadnjal      | George Michael   | "Faith"                     | 9                                    | 5                                    | 6                                    | 4                                    | /                                    | /                                    | /                                    | /                                    | /                                    | /                                    | /                                    | 5                                    | 29                                   | 5                                    | 4     | 9  | 8.    |
| 6. | Vesna Zornik       | Marlene Dietrich | "Lili Marlene"              | 10                                   | 9                                    | 12                                   | 12                                   | /                                    | 5                                    | /                                    | /                                    | /                                    | /                                    | /                                    | /                                    | 48                                   | 12                                   | 8     | 20 | 2.    |
| 7. | Kataya             | Little Richard   | "Tutti frutti"              | 12                                   | 10                                   | 10                                   | 10                                   | /                                    | /                                    | /                                    | 5                                    | /                                    | /                                    | /                                    | /                                    | 47                                   | 10                                   | 9     | 19 | 4.    |
| 8. | Žana Povše Salobir | Conchita Wurst   | "Rise Like A Phoenix"       | 6                                    | 6                                    | 7                                    | 8                                    | /                                    | /                                    | 5                                    | /                                    | /                                    | /                                    | /                                    | /                                    | 32                                   | 8                                    | 7     | 15 | 5.    |

Pomen Barv:
     zmagovalec tedna
     tekmovalec, ki je imel skrito misijo
     tekmovalec, ki je zmagal in je imel tudi skrito misijo
- Tokrat je imela skrito misijo Vesna Zornik, ki je bila druga in je v sklad za mlade upe prispevala 2000€, ki jih prispeva POP TV.

### 12. oddaja
V finalu so se za zmago potegovali 4 finalisti, ki so v prvih 11 oddajah zbrali največ točk. Gostujoči žirant je bil Marko Vozelj, čeprav so o zmagovalcu odločali le glasovi gledalcev. Zmagovalec finalne oddaje in celotne 2. sezone je postal Klemen Bunderla.
| #  | Zvezda             | Glasbenik    | Pesem                           |
| -- | ------------------ | ------------ | ------------------------------- |
| 1. | Žana Povše Salobir | Dolly Parton | "9 to 5"                        |
| 2. | Klemen Bunderla    | Elton John   | "Can You Feel the Love Tonight" |
| 3. | Nuška Drašček      | Maria Callas | "Habanera"                      |
| 4. | Kataya             | Loreen       | "Euphoria"                      |

Ostali 4 tekmovalci so nastopili v ne tekmovalnem delu v parih:
| #  | Zvezdi                    | Glasbenika        | Pesem              |
| -- | ------------------------- | ----------------- | ------------------ |
| 1. | Frenk Nova & Vesna Zornik | Sonny & Cher      | "I Got You Babe"   |
| 2. | Tim Kores & Simon Vadnjal | The Weather Girls | "It's Raining Men" |

Voditelj Denis Avdič je tako kot v prvi sezoni tekmovalcem podelil nagrade obrazko:
| Tekmovalec         | Obrazko za                                                |
| ------------------ | --------------------------------------------------------- |
| Vesna Zornik       | največjo sramežljivko, zapeljivko                         |
| Kataya             | najbolj odštekan TV smeh                                  |
| Frenk Nova         | najboljšega pašta šuto makaronarja                        |
| Žana Povše Salobir | velikonočno šunko                                         |
| Nuška Drašček      | najboljši hripando in brušenje glasilk s šmirgel papirjem |
| Klemen Bunderla    | največjega bunderlo                                       |
| Simon Vadnjal      | najbolj smešne like, igra primerna za oskarja             |
| Tim Kores          | največjega plesalca med štori (štori)                     |

## Gledanost
Druga sezona je bila še bolj gledana kot prva sezona.

## Povezave
- Uradna spletna stran